# Maashaarmuts
Maashaarmuts (Orthotrichum sprucei) is een bladmos uit het geslacht haarmuts (Orthotrichum). Het is een pionier op boomschors.

## Determinatie
Het mos is donker groenachtig zwart, heeft een stompe blaadtip en is vaak bedekt met slib. Het groeit in vlakke plekken met bosjes van minder dan 1 cm hoog. De blaadjes zijn 3-4 mm lang. Het heeft donkere, bruinachtige rijpe capsules met 8 omgebogen peristoomtanden. Onrijpe capsules (2 mm) zijn deels bedekt met een haarloze, groene calyptra.

## Ecologie
Orthotrichum sprucei groeit net als Orthotrichum rivulare op bomen in het overstromingsbereik van beken en rivieren, en dan vooral op met een sliblaagje bedekte stammen. 

## Verspreiding
In Nederland staat de maashaarmuts op de rode lijst in de categorie 'verdwenen'. Tot enkele jaren geleden stond het te boek als een endemische soort van West-Europa. Inmiddels zijn ook vondsten bekend uit Spanje, Turkije, Hongarije en zelfs Kazachstan. In Nederland was O. sprucei in 1878 door van der Sande Lacoste in grote hoeveelheden gevonden in de Maasuiterwaarden te St. Agatha bij Cuyk, maar sindsdien leek de soort uitgestorven. In 1993 is de Maashaarmuts herontdekt op één plaats in de Biesbosch, langs de Nieuwe Merwede. Enkele polletjes groeiden op een vliertak in een vlierstruweel in een verruigd rietgors, op een hoogte (1,4 m) die waarschijnlijk nooit door rivierwater wordt overspoeld. 